# Tạo Kiều

Vị trí tại Miêu Lật

Tạo Kiều (tiếng Trung: 造橋鄉; bính âm: Zàoqiáo Xiāng) là một hương (xã) của huyện Miêu Lật, tỉnh Đài Loan, Trung Hoa Dân Quốc (Đài Loan). Hương nằm ở phía bắc của huyện và là nơi tọa lạc trường đại học khoa học kỹ thuậ thương mại Dục Đạt. Tổng diện tích của Tạo Kiều là 47,9976 km², dân số vào tháng 8 năm 2011 là 13.680 người thuộc 4.022 hộ gia đình, mật độ cư trú đạt 285 người/km²